# Torrance megye
Torrance megye az Amerikai Egyesült Államokban, azon belül Új-Mexikó államban található. Megyeszékhelye Estancia, legnagyobb városa Moriarty. Lakosainak száma 15 045 fő (2020. április 1.). Torrance megye Santa Fe, San Miguel, Guadalupe, Socorro, Valencia, Bernalillo és Lincoln megyékkel határos.

## Népesség
A megye népességének változása:
| Lakosok száma | 16 371 | 16 378 | 16 046 | 15 717 | 15 485 | 15 045 |
|               | 2010   | 2011   | 2012   | 2013   | 2015   | 2020   |